# Plutodes warreni
Plutodes warreni är en fjärilsart som beskrevs av Louis Beethoven Prout 1923. Plutodes warreni ingår i släktet Plutodes och familjen mätare. Inga underarter finns listade i Catalogue of Life.